# Rue de Vaugirard
La rue de Vaugirard, a cavallo tra il VI e il XV arrondissement, è la via più lunga di Parigi: ben 4.360 metri.  
Inizia al n. 44 del Boulevard Saint-Michel, nel VI arrondissement, e termina al n.1 del Boulevard Lefebre, nei pressi della Porte de Versailles, nella periferia sud di Parigi.

## Storia
La sua origine risale al XVI secolo, quando collegava la cinta muraria di Filippo Augusto (a livello dell'attuale rue Monsieur-le-Prince) col villaggio di Vaugirard, attualmente compreso nel XV arrondissement. A sua volta sarebbe stata costruita su un'antica strada romana.
Il toponimo Vaugirard è una deformazione di "Valgerard", come veniva chiamato in origine il villaggio, che poi cambiò in Vaulgérard e infine in Vaugirard. Il villaggio prese il nome dall'abate Gérard de Moret, al quale appartenevano delle terre nella zona.
Dopo l'annessione dei comuni vicini nel 1860, fu unita alla strada principale del villaggio di Vaugirard per formare una via di oltre quattro chilometri di lunghezza. In occasione dei lavori haussmanniani, venne inoltre prolungata verso est per raggiungere il boulevard Saint-Michel, passando davanti al liceo Saint-Louis e terminando di fronte alla Sorbona: questo prolungamento rappresenta tuttavia meno del 1 % della lunghezza totale della via.

## Geografia umana
Sette stazioni della metropolitana di Parigi si trovano lungo la via:
- Saint-Placide (linea 4)
- Falguiére (linea 12)
- Pasteur (linea 12)
- Volontaires (linea 12)
- Vaugirard (linea 12)
- Convention (linea 12)
- Porte de Versailles (linea 12)

La stazione di Vaugirard  è situata nel cuore stesso dell'antico villaggio. Da notare che la stazione di Saint-Placide si chiamava anch'essa in origine Vaugirard, ma il nome fu ben presto cambiato per evitare confusione.
Dal nome della via deriva anche l'antico nome dell'École Nationale de Photo Cinéma, oggi École nationale supérieure Louis-Lumière.

## Luoghi turistici

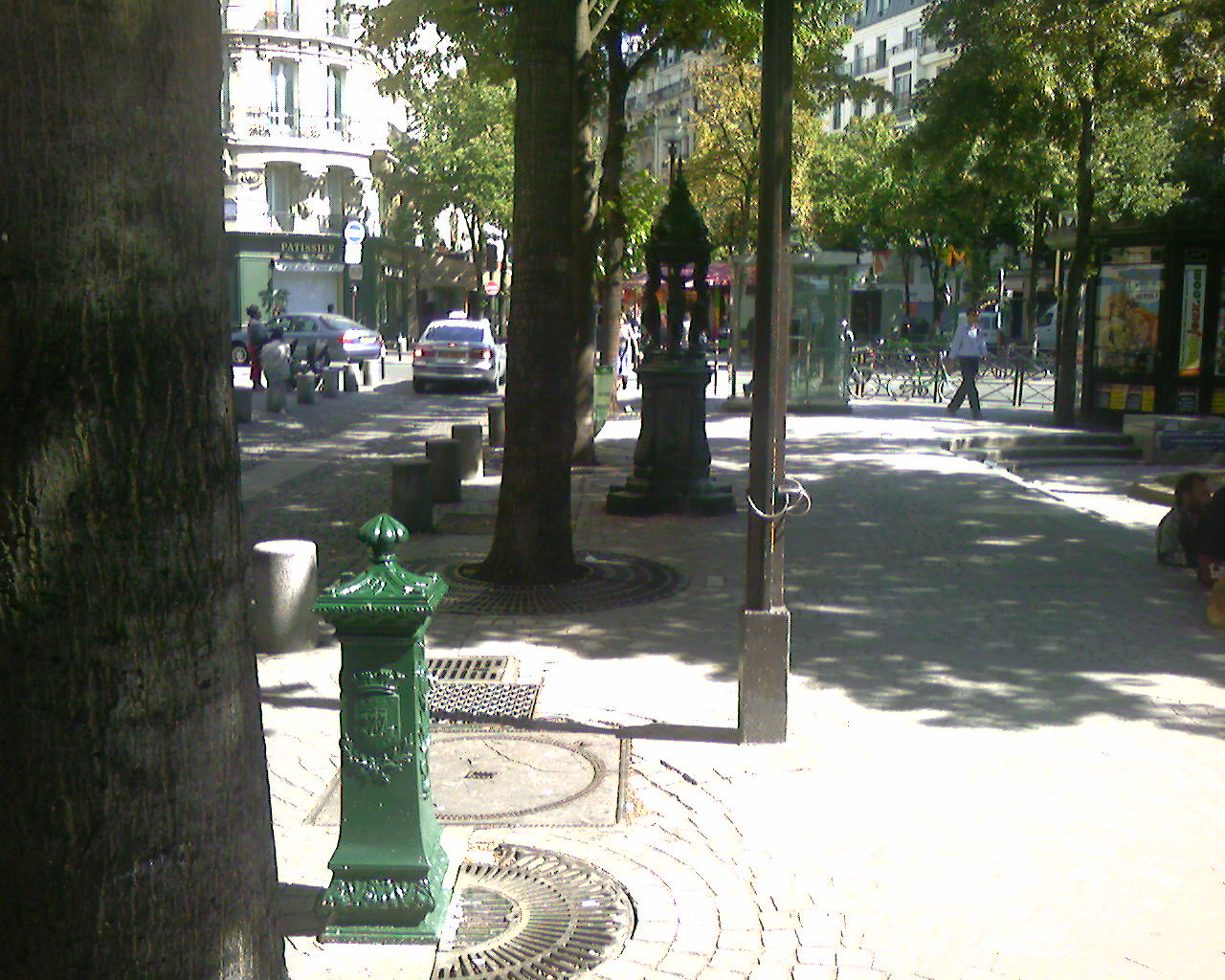
La rue de Vaugirard (visibile sul fondo) nei pressi della Place Alain-Chartier

Nei pressi dell'inizio della via, al n. 17, si trova l'ingresso principale dei Giardini del Lussemburgo, uno dei parchi più centrali di Parigi, e il Palais du Luxembourg, oggi sede del Senato. Poco lontano, sul lato opposto della via, si trova il Teatro dell'Odéon.
Al n. 70 della rue de Vaugirard si trova la piccola chiesa di Saint-Joseph-des-Carmes (chiesa di San Giuseppe dei Carmelitani) costruita nel 1625 in stile gesuita. Aveva fatto parte dell'antico convento dei Carmelitani Scalzi, provenienti dall'Italia. In questa chiesa, il 2 settembre 1792, vennero massacrati 116 sacerdoti. Ora su una parte del terreno dell'antico convento, di cui restano pochi muri, sorge l'edificio che ospita l'Institut catholique de Paris.
A circa 2 km dall'inizio, in corrispondenza della stazione del Metro Volontaires, la via costeggia l'Istituto Pasteur, uno dei centri di ricerca più rinomati di Francia.